# Dustin Illetschko
Dustin Illetschko (* 15. Dezember 1991 in Wien) ist ein österreichischer American-Football-Spieler auf der Position des Linebackers. Für die Saison 2022 stand er bei den Vienna Vikings in der European League of Football (ELF) unter Vertrag, zog sich jedoch vor Saisonbeginn eine schwere Knieverletzung zu.

## Werdegang
Illetschko kam zum ersten Mal durch seinen Vater mit dem American Football in Kontakt, als dieser Illetschko im Alter von neun Jahren zu einem Heimspiel der Vikings mitnahm. Selbst begann Illetschko im Jahr 2004 in der Jugend der Vienna Vikings, deren Altersklassen er fortan alle durchlief, mit dem Sport. Nachdem er bereits den U15 Schüler Bowl gewonnen hatte, war er 2007 mit der U17 beim Jugend Bowl XIV gegen die Raiders Tirol ebenfalls siegreich. Beim Finale um die U19-Juniorenmeisterschaft 2008, dem sogenannten College Bowl XIX, wurde Illetschko als Defensivspieler zum MVP des Spiels gewählt sowie mit seinem Team Juniorenmeister. Darüber hinaus war Illetschko Teil der österreichischen Jugend-Nationalmannschaft, die bei der Europameisterschaft der Junioren 2008 in Sevilla den fünften Platz belegte.
Zur AFL-Saison 2011 wurde Illetschko in das Herrenteam der Vikings aufgenommen und konnte dabei auf Anhieb überzeugen. Mit den Vikings erreichte er erstmals den Austrian Bowl, in dem er 5,5 Tackles erzielte, aber dennoch eine Niederlage gegen die Raiders Tirol hinnehmen musste. Nach Abschluss der Saison wurde er teamintern als Defensive Rookie of the Year ausgezeichnet. Zudem stand er 2011 im Kader der österreichischen Nationalmannschaft bei der Weltmeisterschaft im eigenen Land. Illetschko kam in allen vier Spielen zum Einsatz und verzeichnete dabei 10,0 Tackles sowie einen Sacks und einen aufgenommenen Fumble. Nach drei Niederlagen in der Gruppenphase gewann er mit Team Austria das Spiel um Platz sieben gegen Australien. In den folgenden Jahren entwickelte sich Illetschko zu einem der besten Linebacker der Austrian Football League. Nachdem er 2012 und 2013 als Vikings Defensive Player of the Year ausgezeichnet wurde, wurde er 2014 sogar zum AFL Defensive MVP ernannt. Damit war Illetschko wesentlicher Bestandteil der drei Wiener Staatsmeistertitel sowie des Eurobowl-Siegs 2013. Darüber hinaus war er Stammspieler bei der Europameisterschaft 2014, bei der er mit Österreich das Finale im Ernst-Happel-Stadion vor rund 27.000 Zuschauern gegen Deutschland verlor.
Zur Saison 2015 wurde Illetschko von den Helsinki Roosters aus der finnischen Vaahteraliiga verpflichtet. In der regulären Saison hatte Illetschko den zweitbesten Durchschnitt an Tackles pro Spiel. Daraufhin wurde er in das All Star Team berufen. Auch in den Play-offs gehörte er mit 9,5 Tackles, davon drei Tackles For Loss, zu den Leistungsträgern der Roosters, mit denen er schließlich den Gewinn des Maple Bowls gegen die Seinäjoki Crocodiles feierte. Die folgenden zwei Jahre verbrachte er bei der Frankfurt Universe in der German Football League (GFL). Sowohl in der Saison 2016 als auch 2017 war er teamintern der Tackle Leader. In beiden Jahren erreichten die Universe die Play-offs, doch verpassten sie jeweils den Einzug in den German Bowl. Erfolgreicher verliefen die Saisons auf der internationalen Ebene. So gewann Illetschko mit der Universe den EFL Bowl 2016, wohingegen die Frankfurter im Jahr darauf den Eurobowl XXXI verloren. 2018 kehrte Illetschko nach Wien zurück, um auch sein Studium in der Stadt zu beenden. Damit lief er erneut für die Vienna Vikings auf, wo er sich aber zunächst schwertat, da er in der Vorbereitung aufgrund einer Verletzung lange Zeit ausfiel. Für die Vikings erzielte er in der AFL in elf Spielen 53,5 Tackles und lag damit ligaweit auf dem achten Rang in dieser Statistik. Mit den Vikings stand er im Austrian Bowl, der jedoch gegen die Raiders Tirol verloren ging. Zur Saison 2019 wurde er von den Potsdam Royals aus der GFL verpflichtet. Mit 10,3 Tackles pro Spiel war er statistisch der fünftbeste Tackler der GFL-Saison.
Nachdem sich Illetschko Mitte Jänner 2020 bei einem der CFL Global Combines in Frankfurt empfehlen konnte, wurde er wenige Wochen später zum Combine der Canadian Football League (CFL) nach Toronto eingeladen. Dieser sollte vom 26. bis 28. März stattfinden, wurde jedoch aufgrund der Covid-19-Pandemie abgesagt. Die Pandemie hatte darüber hinaus auch Konsequenzen für seine Karriere in Europa. Bereits im Dezember 2019 gab die Frankfurt Universe die Rückkehr Illetschkos für die GFL-Saison 2020 bekannt, doch musste die Saison schließlich abgesagt werden. Im Dezember 2020 schloss sich Illetschko den Badalona Dracs aus der LNFA Serie A an. Dort zog sich Illetschko im ersten Saisonspiel eine Knieverletzung zu, die das vorzeitige Saisonende bedeutete. In seiner Abwesenheit gewannen die Dracs den spanischen Meistertitel.
An seinem 30. Geburtstag gaben die Vienna Vikings die Verpflichtung Illetschkos für die Saison 2022 bekannt, in der das Wiener Team erstmals als Franchise an der European League of Football (ELF) teilnimmt. Aufgrund einer Knieverletzung fiel Illetschko für die gesamte Saison aus. Ende Juli 2023 wurde er zur Mitte der ELF-Saison 2023 von den Vienna Vikings verpflichtet.

## Erfolge

### Persönliche Auszeichnungen
- Vienna Vikings Defensive Rookie of the Year (1): 2011
- Vienna Vikings Defensive Player of the Year (2): 2012, 2013
- AFL Defensive Player of the Year (1): 2014
- Vaahteraliiga All Star (1): 2015
- Frankfurt Universe Defensive Player of the Year (1): 2017
- Einladung zum CFL Combine (1): 2020

### Vereine
- Österreichischer Staatsmeister (3): 2012, 2013, 2014
  - Vizemeister (2): 2011, 2018
- Finnischer Meister (1): 2015
- Spanischer Meister (1): 2021
- Eurobowl (1): 2013
  - Vize Eurobowl (2): 2012, 2017
- EFL Bowl (1): 2016

### Nationalmannschaft
- Vize-Europameister (1): 2014

## Statistiken
| Jahr                                                    | Team                 | Spiele 1 | Tackles | Tackles | Tackles | Tackles | Tackles | Pass Defense | Pass Defense | Pass Defense | Pass Defense | Pass Defense | Fumbles | Fumbles | Fumbles |
| Jahr                                                    | Team                 | Spiele 1 | Solo    | Ast     | Total   | Sack    | TFL     | BU           | PD           | Int          | Yds          | TD           | FF      | FR      | TD      |
| ------------------------------------------------------- | -------------------- | -------- | ------- | ------- | ------- | ------- | ------- | ------------ | ------------ | ------------ | ------------ | ------------ | ------- | ------- | ------- |
| Austrian Football League                                |                      |          |         |         |         |         |         |              |              |              |              |              |         |         |         |
| 2011                                                    | Vienna Vikings       | 07       | 024     | 014     | 031,0   | 1,5     | 5,5     | 0            | 0            | 0            | 000          | 0            | 0       | 2       | 0       |
| 2012                                                    | Vienna Vikings       | 11 2     | 032     | 038     | 051,0   | 2,0     | 6,5     | 0            | 0            | 1            | 049          | 0            | 1       | 1       | 0       |
| 2013                                                    | Vienna Vikings       |          | 038     | 031     | 053,5   | 2,0     | 8,5     |              |              |              |              |              |         | 1       |         |
| 2014                                                    | Vienna Vikings       |          |         |         | 048,0   |         | 4,0     |              |              |              |              |              |         |         |         |
| 2018                                                    | Vienna Vikings       | 11       | 045     | 017     | 053,5   | 3,0     |         |              |              | 0            | 000          | 0            | 0       | 0       | 0       |
| AFL Gesamt                                              | AFL Gesamt           |          |         |         | 237,0   |         |         |              |              |              |              |              |         |         |         |
| Vaahteraliiga                                           |                      |          |         |         |         |         |         |              |              |              |              |              |         |         |         |
| 2015                                                    | Helsinki Roosters    | 12       | 057     | 055     | 084,5   | 0,0     | 8,0     | 2            | 0            | 1            | 15           | 0            | 2       | 0       | 0       |
| Vaahteraliiga Gesamt                                    | Vaahteraliiga Gesamt | 12       | 057     | 055     | 084,5   | 0,0     | 8,0     | 2            | 0            | 1            | 15           | 0            | 2       | 0       | 0       |
| German Football League                                  |                      |          |         |         |         |         |         |              |              |              |              |              |         |         |         |
| 2016                                                    | Frankfurt Universe   | 15       | 053     | 086     | 139     | 0       | 16      | 3            | 05           | 2            | 081          | 1            | 0       | 0       | 0       |
| 2017                                                    | Frankfurt Universe   | 16       | 036     | 039     | 075     | 1       | 05      | 1            | 03           | 2            | 034          | 1            | 1       | 0       | 0       |
| 2019                                                    | Potsdam Royals       | 14       | 079     | 065     | 144     | 0       | 07      | 3            | 04           | 1            | 032          | 0            | 0       | 1       | 0       |
| GFL Gesamt                                              | GFL Gesamt           | 45       | 168     | 190     | 358     | 1       | 28      | 7            | 12           | 5            | 147          | 2            | 1       | 1       | 0       |
| Quellen: football-austria.com, stats.gfl.info, sajl.org |                      |          |         |         |         |         |         |              |              |              |              |              |         |         |         |

## Sonstiges
Illetschkos Bruder Robin war ebenfalls als American Footballer aktiv. Illetschko spielte in seiner Jugend auch Fußball. 2021 spielte er zudem als Amateur für die
DSG Vienna Falcons.